# Парламентські вибори в Болгарії червень 2024
9 червня 2024 року в Болгарії відбулися позачергові парламентські вибори, на яких обрано депутатів Національних зборів. Вибори збіглися в часі з виборами до Європейського парламенту.
Ці парламентські вибори спочатку планувалося провести до 12 червня 2027 року; однак запланована ротація, погоджена партіями ГЕРБ і ПП-ДБ, не відбулася в березні 2024 року, внаслідок чого не вдалося сформувати інший уряд.
ГЕРБ–СДС мала найкращі результати, отримавши майже 24 % голосів і 68 місць, але не отримала більшості в Національних зборах. Явка виборців склала 33 %, що є найнижчим показником з моменту ліквідації комуністичного режиму в 1989 році.

## Результати
Результати показали, що жодна партія не отримала більшості в Національних зборах, разом з тим ГЕРБ отримав більшість місць. Явка склала 33 відсотки, що є найнижчим показником з часу ліквідації комуністичного режиму в 1989 році.
| Партія                                       | Партія                                          | Голосів   | %      | Місць | +/–  |
| -------------------------------------------- | ----------------------------------------------- | --------- | ------ | ----- | ---- |
|                                              | ГЄРБ—СДС                                        | 530,658   | 23.99  | 68    | –1   |
|                                              | Рух за права і свободи                          | 366,310   | 16.56  | 47    | +11  |
|                                              | Продовжуємо зміни—Демократична Болгарія         | 307,849   | 13.92  | 39    | –25  |
|                                              | Відродження                                     | 295,915   | 13.38  | 38    | +1   |
|                                              | Коаліція за Болгарію                            | 151,560   | 6.85   | 19    | –4   |
|                                              | Є такий народ                                   | 128,007   | 5.79   | 16    | +5   |
|                                              | Велич                                           | 99,862    | 4.52   | 13    | Нова |
|                                              | Мораль, єдність, честь                          | 63,992    | 2.89   | 0     | Нова |
|                                              | Синя Болгарія                                   | 33,613    | 1.52   | 0     | Нова |
|                                              | Солідарна Болгарія                              | 31,476    | 1.42   | 0     | Нова |
|                                              | Центр                                           | 25,664    | 1.16   | 0     | Нова |
|                                              | ВМРО – Болгарський національний рух             | 21,272    | 0.96   | 0     | 0    |
|                                              | «Ліві!»                                         | 15,175    | 0.69   | 0     | 0    |
|                                              | Болгарське піднесення                           | 12,322    | 0.56   | 0     | 0    |
|                                              | Зелений рух                                     | 9,324     | 0.42   | 0     | 0    |
|                                              | Голос народу                                    | 6,560     | 0.30   | 0     | 0    |
|                                              | «Ми йдемо!»                                     | 5,939     | 0.27   | 0     | Нова |
|                                              | Партія зелених                                  | 5,494     | 0.25   | 0     | 0    |
|                                              | Пряма демократія                                | 5,207     | 0.24   | 0     | 0    |
|                                              | «Единение»                                      | 5,206     | 0.24   | 0     | Нова |
|                                              | Ми Громадяни                                    | 4,662     | 0.21   | 0     | Нова |
|                                              | Болгарський голос                               | 3,378     | 0.15   | 0     | Нова |
|                                              | Громадянський блок                              | 3,003     | 0.14   | 0     | Нова |
|                                              | Народна партія "Правда і тільки правда"         | 2,483     | 0.11   | 0     | 0    |
|                                              | Нейтральна Болгарія                             | 2,462     | 0.11   | 0     | 0    |
|                                              | Суспільство за нову Болгарію                    | 2,249     | 0.10   | 0     | 0    |
|                                              | Коаліція Троянди                                | 2,206     | 0.10   | 0     | Нова |
|                                              | Болгарський національний союз «Нова демократія» | 2,128     | 0.10   | 0     | 0    |
|                                              | За велику Болгарію                              | 1,893     | 0.09   | 0     | Нова |
|                                              | Болгарський союз за пряму демократію            | 946       | 0.04   | 0     | 0    |
|                                              | Болгарський національний союз                   | 920       | 0.04   | 0     | 0    |
|                                              | Нічого з перерахованого вище                    | 63,913    | 2,89   | –     | –    |
| Загалом                                      | Загалом                                         | 2,211,648 | 100.00 | 240   | 0    |
| Всього дійсних голосів                       | Всього дійсних голосів                          | 2,211,648 | 97,42  |       |      |
| Недійсні голоси                              | Недійсні голоси                                 | 58,496    | 2.58   |       |      |
| Всього голосів                               | Всього голосів                                  | 2,270,144 | 100.00 |       |      |
| Зареєстровано виборців/явка                  | Зареєстровано виборців/явка                     | 6,593,275 | 34.43  |       |      |
| Джерело: Центральна виборча комісія Болгарії |                                                 |           |        |       |      |